# Juego de gatos
Juego de gatos (en húngaro, Macskajáték) es una película dramática húngara de 1972 dirigida por Károly Makk. Fue nominada al Óscar a la Mejor Película en Lengua Extranjera y fue inscrito en el Festival de Cine de Cannes de 1974. Está basada en la novela de István Örkény.

## Reparto
- Margit Dajka como Orbánné, Erzsi (como Dayka Margit)
- Ildikó Piros como Orbánné lánykorában
- Elma Bulla como Giza
- Éva Dombrádi como Giza lánykorában
- Mari Törőcsik como Sirvienta
- Margit Makay como Paula
- Samu Balázs como Csermlényi Viktor
- Gyöngyi Bürös como Ilus, Orbánné lánya
- Attila Tyll como Józsi, Ilus férje
- Sári Kürthy como Viktor anyja
- Tibor Szilágyi como Iskolaigazgató
- Erzsi Orsolya como Házmesterné